# Charleston (Missouri)
Charleston − miasto w położone w środkowej części Stanów Zjednoczonych, w stanie Missouri, w hrabstwie Mississippi (jego stolica). Przez Charleston przebiega autostrada międzystanowa nr 57.
W 2011 roku populacja miasta wynosiła 5 930 mieszkańców.